# Aleksej Savrasov
Aleksej Kondratjevitsj Savrasov (Russisch: Алексей Кондратьевич Саврасов) (Moskou, 24 mei 1830 - aldaar, 26 september 1897) was een Russisch kunstschilder van voornamelijk landschappen, die tot de stroming van het realisme behoorde en hij was een van de Zwervers. 

## Biografie

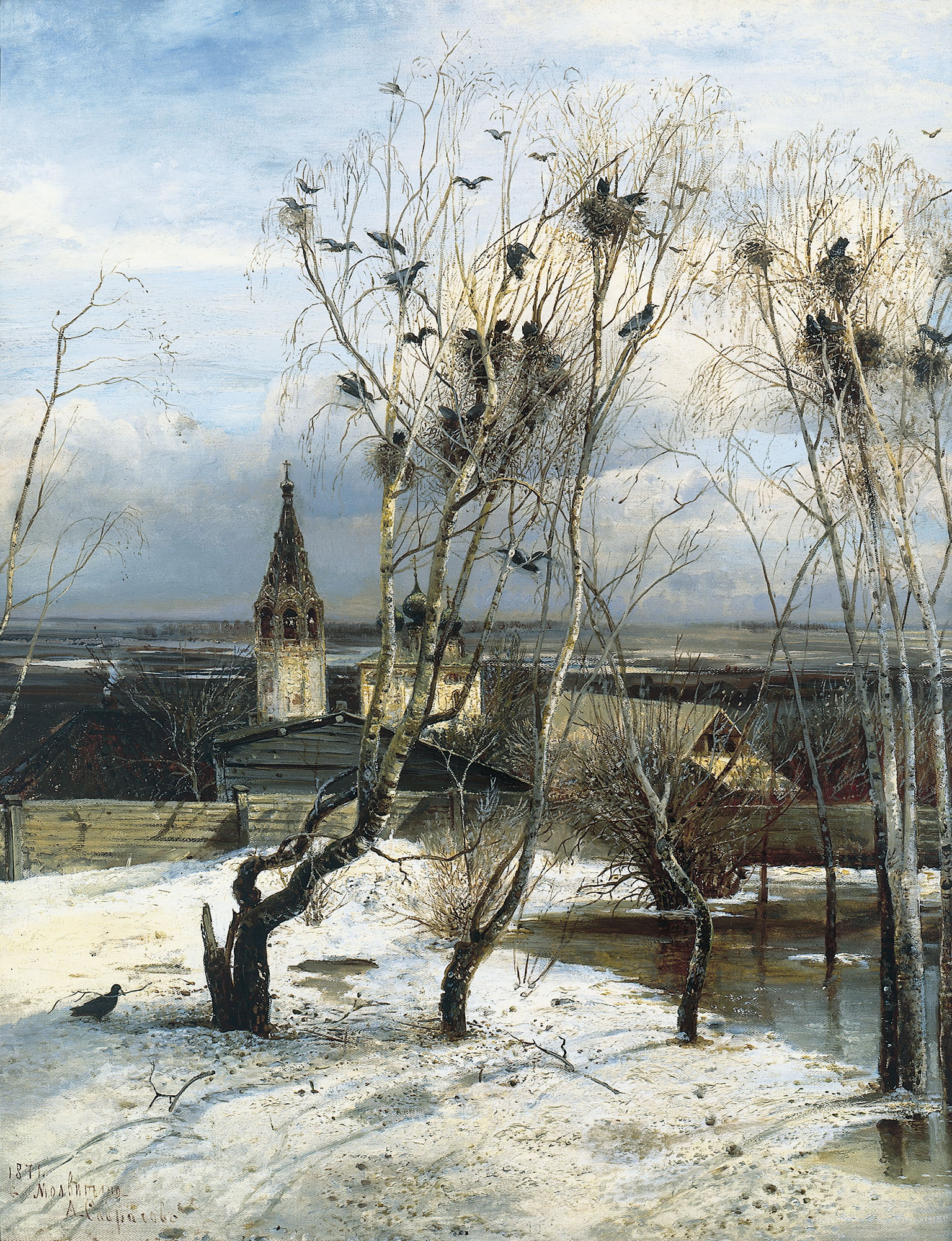
De roeken zijn terug, 1871, Tretjakovgalerij, Moskou.

Savrasov begon al vroeg met tekenen en in 1838 werd hij toegelaten tot de Moskouse School voor Schilderkunst, Beeldhouwkunst en Architectuur, waar hij in 1850 afstudeerde. Hij specialiseerde zich in landschappen. In 1854 ging hij naar Sint-Petersburg op uitnodiging van Groothertogin Maria Nikolajevna, die destijds aan het hoofd stond van de Keizerlijke Academie der Schone Kunsten. 
In 1857 werd Savrasov leraar op zijn oude school in Moskou, waar hij onder meer lesgaf aan Isaak Levitan en Konstantin Korovin. In datzelfde jaar trouwde hij met Sophia Carlovna Hertz, de zuster van de kunsthistoricus K. Hertz. Kunstenaars en verzamelaars zoals Pavel Tretjakov waren graag geziene gasten in hun huis. Een bijzonder goede vriend werd Vasili Perov, die hem bij verschillende schilderijen hielp. 
In 1862 bezocht Savrasov de Wereldtentoonstelling in Londen. Daar raakte hij onder de indruk van de Engelse schilder John Constable, en op zijn reis naar Zwitserland werd hij beïnvloed door de Zwitserse schilder Alexandre Calame.
Het belangrijkste werk van Savrasov is het schilderij De roeken zijn terug uit 1871. Met dit schilderij introduceerde hij het 'lyrische landschap'. In 1870 sloot Savrasov zich aan bij de Zwervers. Na de dood van zijn dochter in 1871, raakte Savrasov aan de drank. De kwaliteit van zijn werk ging achteruit, en pogingen van verwanten en vrienden om hem te helpen waren tevergeefs. Hij raakte dakloos, en bij zijn begrafenis in 1897 waren alleen Pavel Tretjakov en de portier van de Moskouse School aanwezig. 
- Bibliothèque nationale de France: cb17769982d (data)
- Gemeinsame Normdatei: 119194880
- International Standard Name Identifier: 0000 0001 1061 9403
- Library of Congress Control Number: n84093117
- Nationale Bibliotheek van Letland: 000303490
- Nationale Bibliotheek van Tsjechië: pna2012690689
- Nationale bibliotheek van Australië: 35667902
- Nationale Bibliotheek van Israël: 987007576406005171
- Nationale Bibliotheek van Polen: a0000002964186
- Nederlandse Thesaurus van Auteursnamen: 308452577
- Réseau des bibliothèques de Suisse occidentale: 02-A013500495
- RKD-Nederlands Instituut voor Kunstgeschiedenis: 349873
- SNAC: w69g7k1k
- Système universitaire de documentation: 091972809
- Trove: 1034337
- Union List of Artist Names: 500001683
- Virtual International Authority File: 50030324
- WorldCat: E39PBJpYrgy9TTjvdbHYC3vbVC